# Emerus sphaerospermus
Emerus sphaerospermus là một loài thực vật có hoa trong họ Đậu. Loài này được (Welw.) Kuntze mô tả khoa học đầu tiên năm 1891.